# Samuel Aguilar
Samuel Aguilar Alvarenga, né le 16 mars 1933 au Paraguay et mort le 12 mai 2013 à Fernando de la Mora au Paraguay, est un joueur de football international paraguayen, qui évoluait au poste de gardien de but.

## Biographie

### Carrière en club
Il évolue au Club Libertad, au Sport Colombia, au Club Olimpia et au Deportivo Pereira.

### Carrière en sélection
Avec l'équipe du Paraguay, il joue 18 matchs (pour aucun but inscrit) entre 1958 et 1962. 
Il participe avec la sélection paraguayenne au championnat sud-américain de 1959 organisé en Argentine, puis au championnat sud-américain de 1959 qui se déroule en Équateur.
Il figure dans le groupe des sélectionnés lors de la Coupe du monde de 1958. Il ne joue aucun match lors de la phase finale de cette compétition, mais dispute toutefois deux matchs comptant pour les tours préliminaires de celle-ci.